# Orfeón Baracaldés
El Orfeón Baracaldés es una centenaria institución coral fundada el 30 de mayo de 1905 en la anteiglesia de Baracaldo (Vizcaya, España). Cuenta con gran cantidad de premios en sus vitrinas. Lo que empezó siendo un grupo de amigos con ganas de difundir música Vasca Regional, se convirtió en una sociedad coral.

## Historia
Hacia el año 1900 en Baracaldo, un grupo de amigos aficionados a la música decidieron formar una agrupación que se dedicara a difundir la Música Vasca Regional. Así nació pocos años más tarde, en el año 1905 y exactamente el día 30 de mayo, fecha en que se registraron sus primeros estatutos, un primitivo orfeón, que tomó el nombre de SOCIEDAD CORAL ORFEÓN BARACALDÉS. 
Lo componían 112 orfeonistas bajo la dirección de D. Pedro Alberdi, uno de los principales impulsores en la creación del Orfeón y que al mismo tiempo era el director de la banda municipal de música de Baracaldo.
Entre los años 1905 y 1927 el Orfeón Baracaldés participó en cuantas actividades corales tuvo ocasión y comenzó, dado que ningún otro grupo de la localidad, dedicado a la música y el canto, disponía en su repertorio de Género Lírico, a alternar la música coral y la lírica.
Siguiendo esta pauta, en el año 1927, siendo Presidente del Orfeón D. Lorenzo Ruiz, bajo la dirección musical de D. Andrés Villanueva, puso en escena la primera zarzuela, Molinos de Viento, prodigando además conciertos en diversas localidades como Miranda de Ebro, Haro, Logroño, Bermeo, Lequeitio, Portugalete, Sestao, Erandio, Castro Urdiales, Tarrasa, Bilbao, Burdeos (Francia), Barcelona y Madrid en tres ocasiones.
Además de todas sus actuaciones corales y líricas el Orfeón Baracaldés ha destacado también en sus actuaciones sacras, dando solemnidad a muchísimos actos religiosos. También tuvo relevancia y gran éxito, aunque temporalmente, su Coro Infantil Mixto, que no sólo actuó en veladas y concursos de villancicos, sino que tuvo participación activa en algunas representaciones, como por ejemplo en la de la zarzuela, La Alegría de la Huerta.

## Premios y galardones
- 3.º Premio Concurso Internacional de Bandas y Orfeones, Bilbao 1905
- 2.º Premio Concurso Nacional de Orfeones 1932
- Medalla Certamen Nacional 1934
- Medalla Concurso Nacional Canciones y Danzas 1946
- 2.º Premio Internacional y 1.º Premio Nacional de canciones y Danzas Populares 1949
- 1.º Premio Nacional de Zarzuela 1957 - 58 y 60
- Premio Extraordinario de la Sociedad de Autores de España 1960, concedido por su destacada actuación en el concurso de Torrelavega de ese mismo año y siendo el único galardón concedido hasta esa fecha por dicha Sociedad.
- Lira de oro 1993 de Valladolid
- Medalla de oro de la BAE 2006
- Pin de oro del Ayuntamiento de Barakaldo entregado en la Feria Internacional de Turismo de Madrid el año 2008

## Ubicación de la sede social
El Orfeón Baracaldés ha tenido como lugar de reuniones y ensayos tres sitios distintos desde su fundación: 
- Las escuelas de Rágeta en la plaza España de Baracaldo.
- La Avda. de las Juntas Generales núm. 6
- Los actuales locales, situados en el primer piso del núm. 3 de la Pza. de España de Baracaldo.

## Revista informativa
En el mes de julio de 2007, un grupo de socios entusiastas y siempre dispuestos a colaborar en todo, tuvieron la idea de editar una pequeña revista bajo el título de “Sotto Voce”. Editada trimestralmente y con la colaboración de pequeños comerciantes del municipio, esta revista cuenta con secciones fijas como agenda y comentarios, retazos históricos, conozcamos la zarzuela, noticias breves...y está abierta a cualquier otra que vaya surgiendo.